# Chojolom

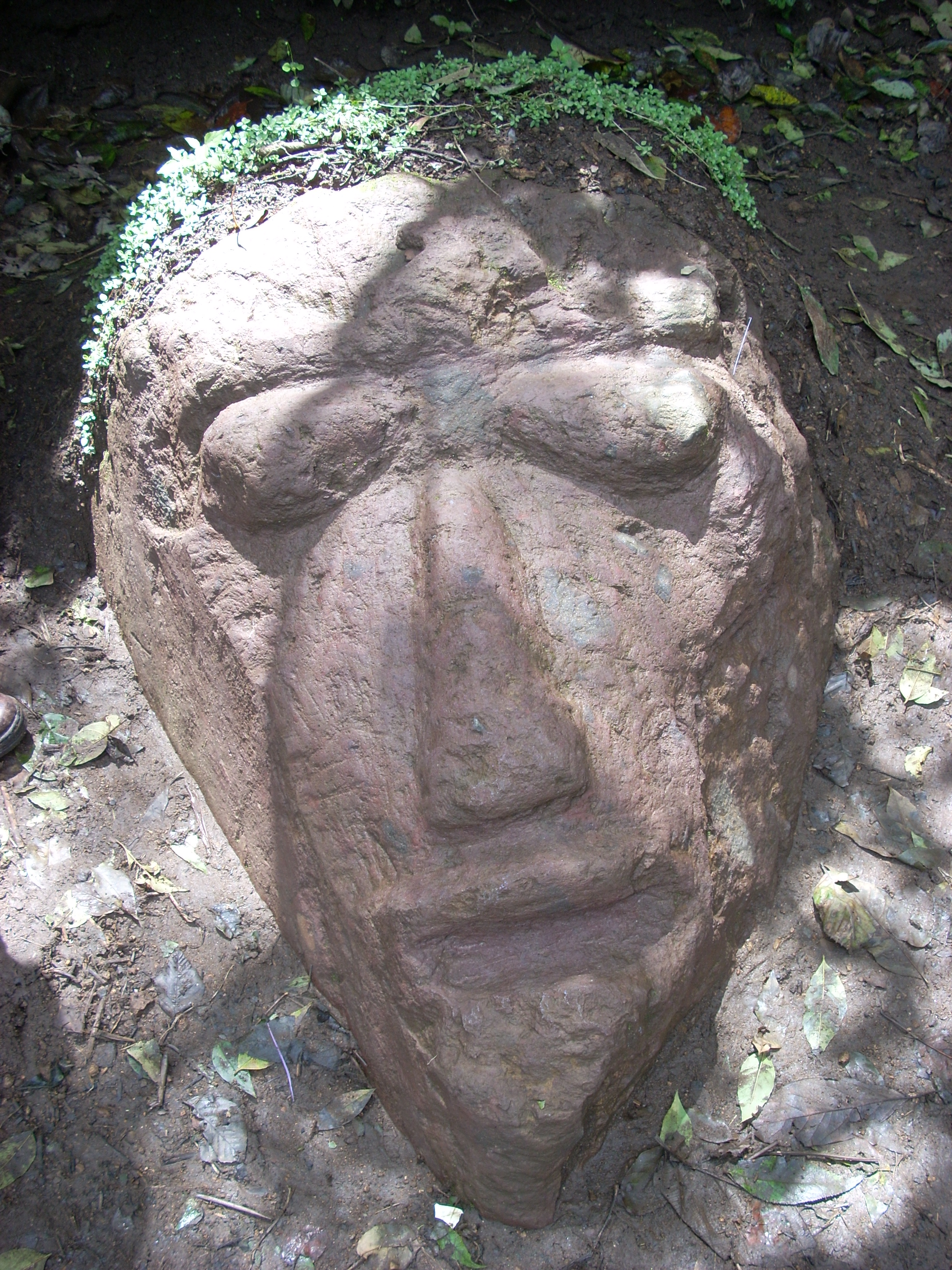
Escultura de una cabeza de un dios maya en Chojolom

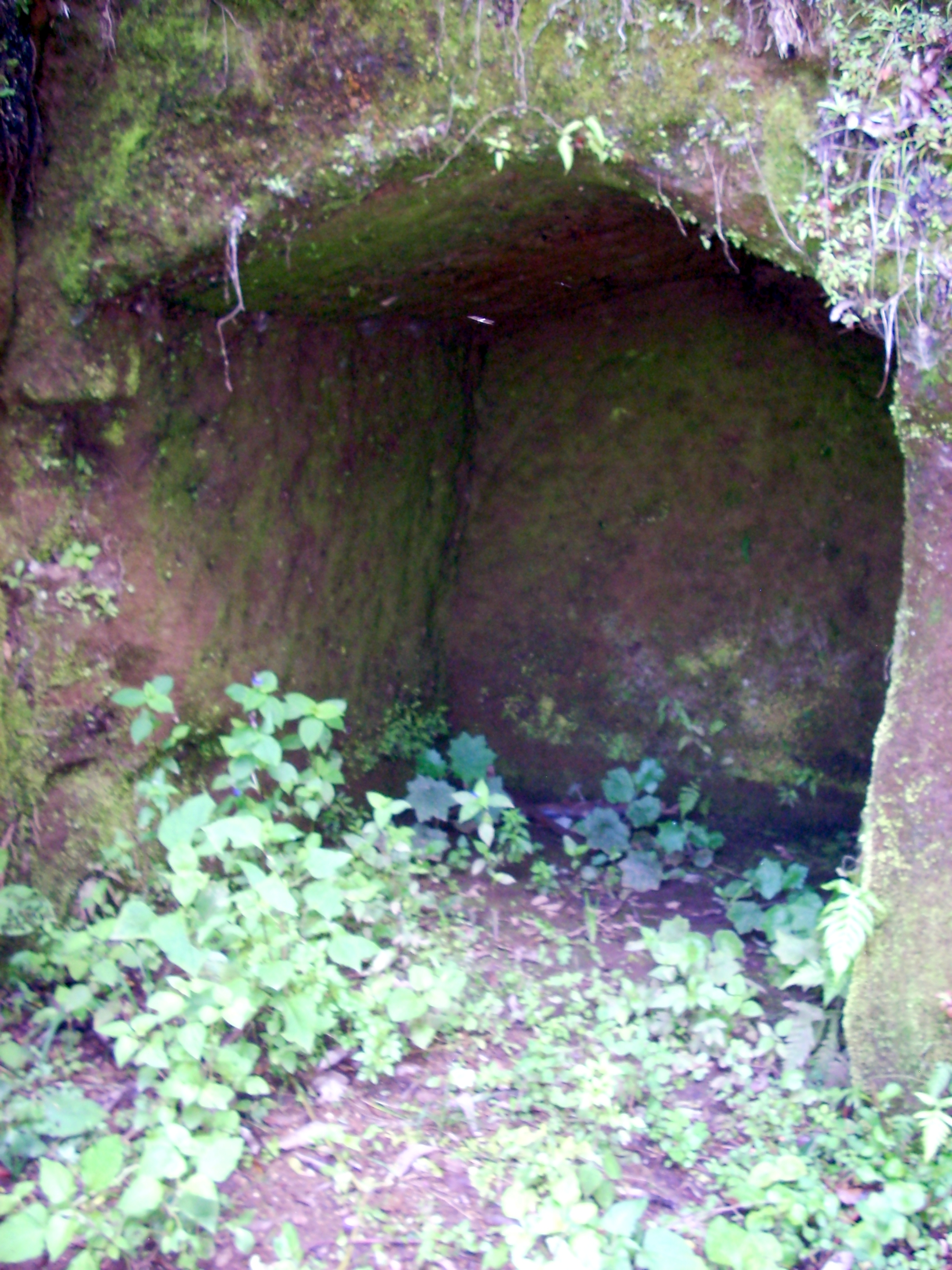
Cueva artificial en donde se descubrió una de las cabezas de piedra

Chojolom es un pequeño sitio arqueológico de la civilización maya ubicado en el altiplano del occidente de Guatemala. El sitio se caracteriza por una cantidad de piedras esculpidas que se supone pertenecen a la cultura maya k'iche' del Período Posclásico mesoamericano (aproximadamente 900 - 1520 d. C.). Chojolom se encuentra en un cerro en el municipio de Cantel, en el departamento de Quetzaltenango. Indígenas de etnia k'iche' siguen viviendo en el municipio hasta hoy en día y forman 93.8% de la población local. Cantel se encuentra 10 km de la ciudad moderna de Quetzaltenango en el Kilómetro 217 en la carretera CA2. Se cree que Chojolom era un sitio ceremonial de los mayas.
Chojolom significa "por la cabeza" en el idioma k'iche, y es derivada de la raíz jolom ("cabeza"). El historiador local, Mariano Cornejo, especula que el hecho de poner las cabezas de piedra y el nombre del cerro pueden ser relacionados.

## Esculturas
Hasta la fecha se han encontrado tres cabezas de piedra en el sitio; una es de un armadillo, otra es una cabeza humana y la tercera representa una deidad maya. Se descubrieron las cabezas cuando fue limpiado el lodo después de un período de lluvia intensa durante 2010. Una de las cabezas de piedra fue encontrada en una cueva en el sitio. También fueron encontrados una osamenta y varias piezas de cerámica, las cuales tal vez componían una ofrenda. Además de las cabezas de piedra, también se halló una cabeza de barro. Tras un deslave menor en el mes de octubre de 2010 fue descubierto un altar de piedra debajo de la raíz de un árbol.
La Cabeza de Armadillo mide aproximadamente 15 por 20 cm. El armadillo de nueve bandas (Dasypus novemcinctus) es nativo de la región de Cantel. La Cabeza de Armadillo fue la primera de las tres cabezas de piedra encontrada por el agricultor local Sebastián Sam.
La Cabeza Humana mide 50 por 50 cm. Fue la segunda cabeza de piedra descubierta en Chojolom.
La Cabeza de Dios Maya es la escultura más grande, mide 1.1 por 1.4 metros. Fue la tercera cabeza de piedra descubierta en el sitio.
El Altar mide 25 por 50 cm y lleva grabados que incluyen círculos, cerros, figuras humanas y un venado. La antropóloga guatemalteca Lina Barrios interpreta la combinación de seis figuras humanas con un venado como una fecha en el calendario maya.

## Galería

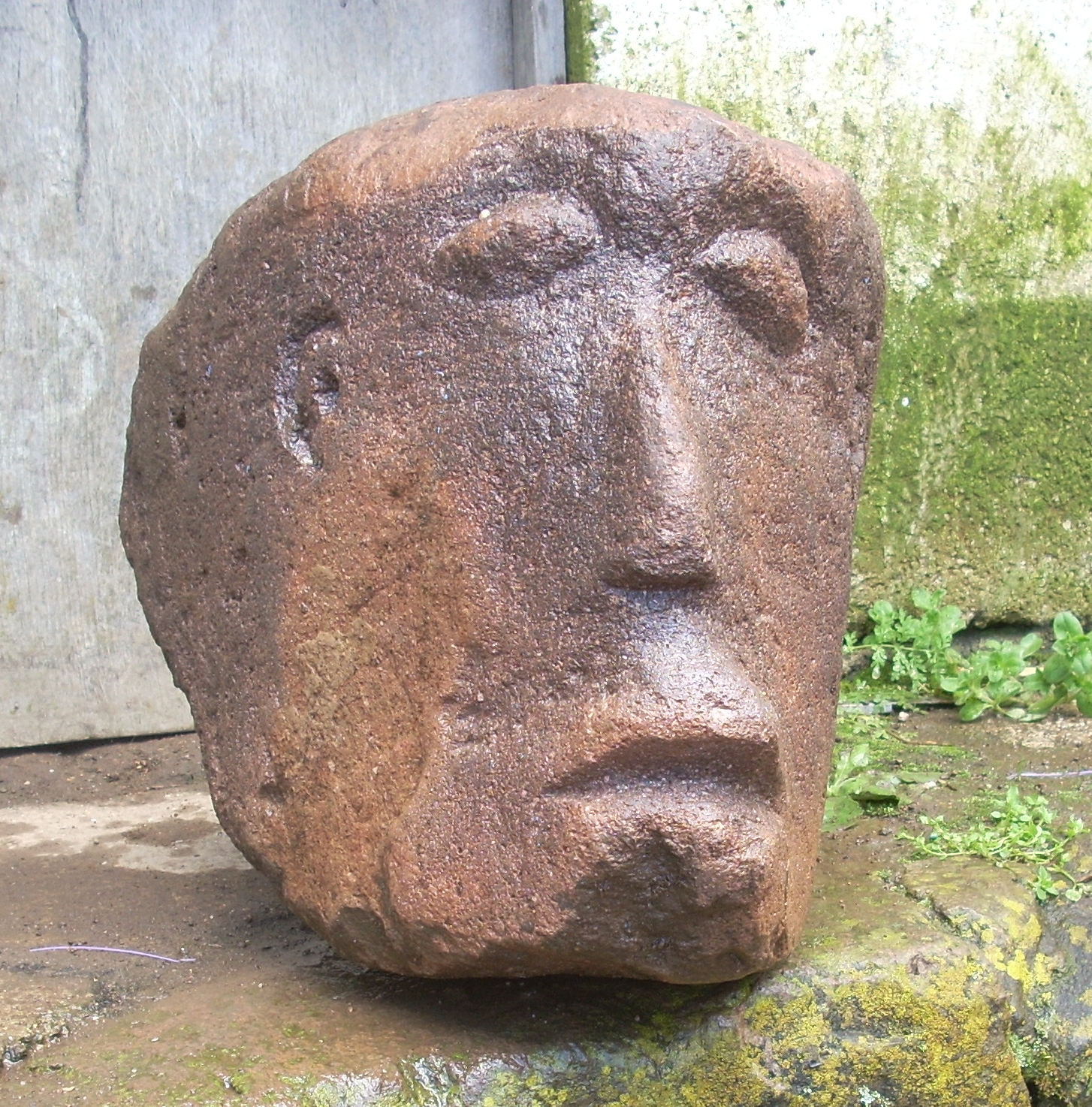
La Cabeza Humana
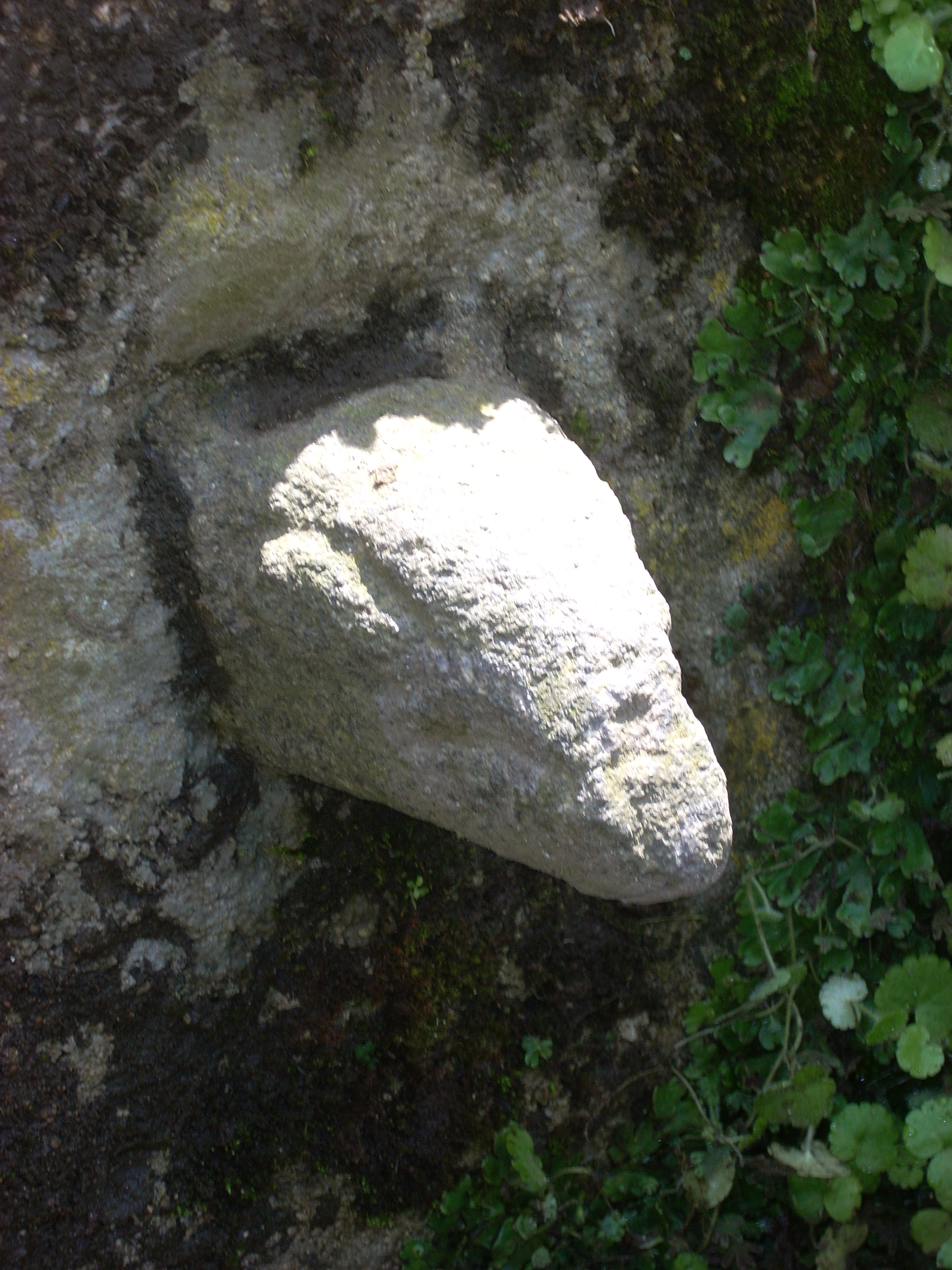
La Cabeza de Armadillo